# جاي فرانك غليندون
جاي فرانك غليندون (بالإنجليزية: J. Frank Glendon)‏ مواليد 25 أكتوبر 1886 في تشوتيا، الولايات المتحدة - الوفاة 17 مارس 1937 في هوليوود، الولايات المتحدة، هو ممثل أمريكي بدأ مسيرته الفنية سنة 1915. ظهر في قرابة 79 فيلما.

## الأعمال
- ماذا يريد الرجال؟
- قصة عالمين

## روابط خارجية
- جاي فرانك غليندون على موقع IMDb (الإنجليزية)
- جاي فرانك غليندون على موقع قاعدة بيانات الفيلم (الإنجليزية)